# Economie van Azerbeidzjan
Azerbeidzjan was, als onderdeel van de Sovjet-Unie, een communistisch land. Na de onafhankelijkheid van Azerbeidzjan in 1991 begon men direct de economie te hervormen, waarbij privatiseringen een belangrijke rol speelden.
Aardolie en aardgas zijn zeer belangrijke exportproducten van Azerbeidzjan. Het land werd daarbij geholpen door onder meer een sterke stijging van de olieprijs. Nog niet alle Azerbeidzjanen profiteren van de economische groei, maar grote groepen beschikken over meer geld dan enkele jaren geleden. Al met al doet dat het vertrouwen in Azerbeidzjan toenemen en zijn meer buitenlandse bedrijven geïnteresseerd om in het land te investeren. Het toerisme in Azerbeidzjan is nog vrij kleinschalig, maar wint elk jaar aan belang.
Na het verkrijgen van de onafhankelijkheid in 1991 werd Azerbeidzjan lid van het IMF, de Wereldbank, de Europese Bank voor Wederopbouw en Ontwikkeling, de Islamitische en de Aziatische Ontwikkelingsbanken. Het banksysteem van Azerbeidzjan bestaat uit de Centrale Bank van Azerbeidzjan, commerciële banken en niet-kredietverlenende instanties.
Op 1 januari 2006 werd een nieuwe munt, de nieuwe Azerbeidzjaanse manat, ingevoerd om de langdurig hoge inflatie tegen te gaan. Hierdoor stabiliseerde de economie en bracht nieuwe hervormingen.
In 2008 werd Azerbeidzjan door de Wereldbank genoemd als een van de top-10 hervormers van het jaar. Azerbeidzjan staat op de 57e plaats in het Global Competitiveness Report voor de periode 2010-2011, wat ver boven de andere GOS-landen is.

## Energie-industrie

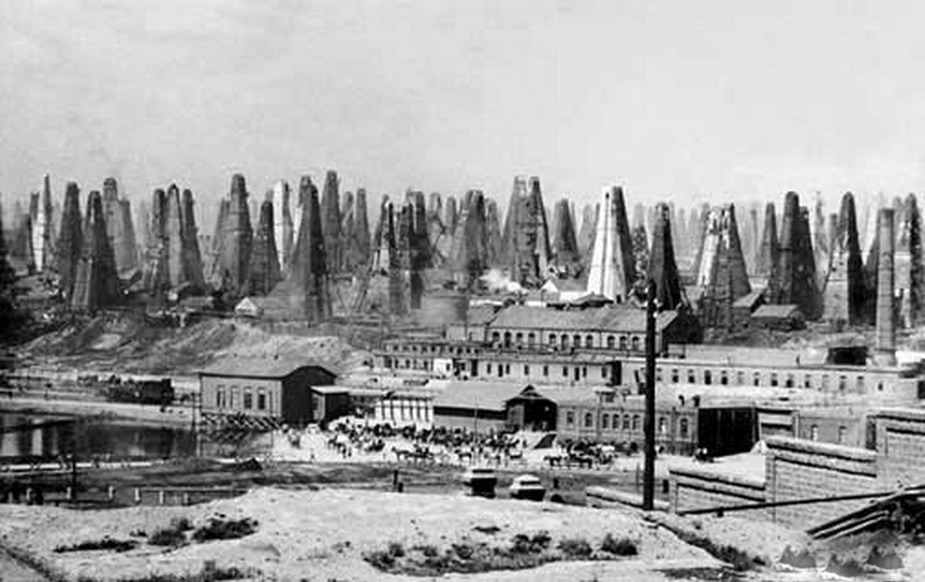
Boortorens van Branobel nabij Bakoe

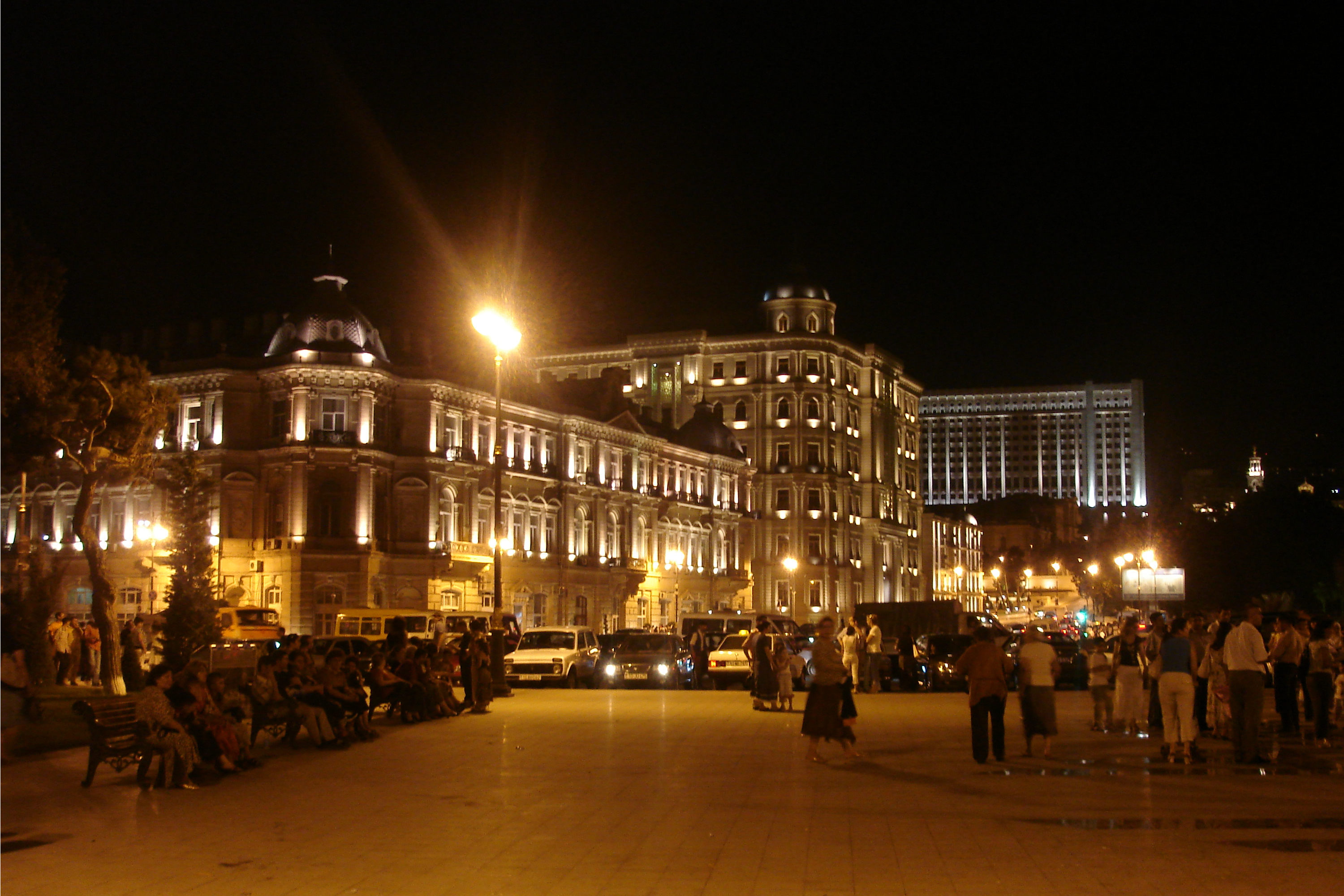
Het Azneftplein in het centrum van Bakoe, vernoemd naar het historische Azneft (= AzOil)

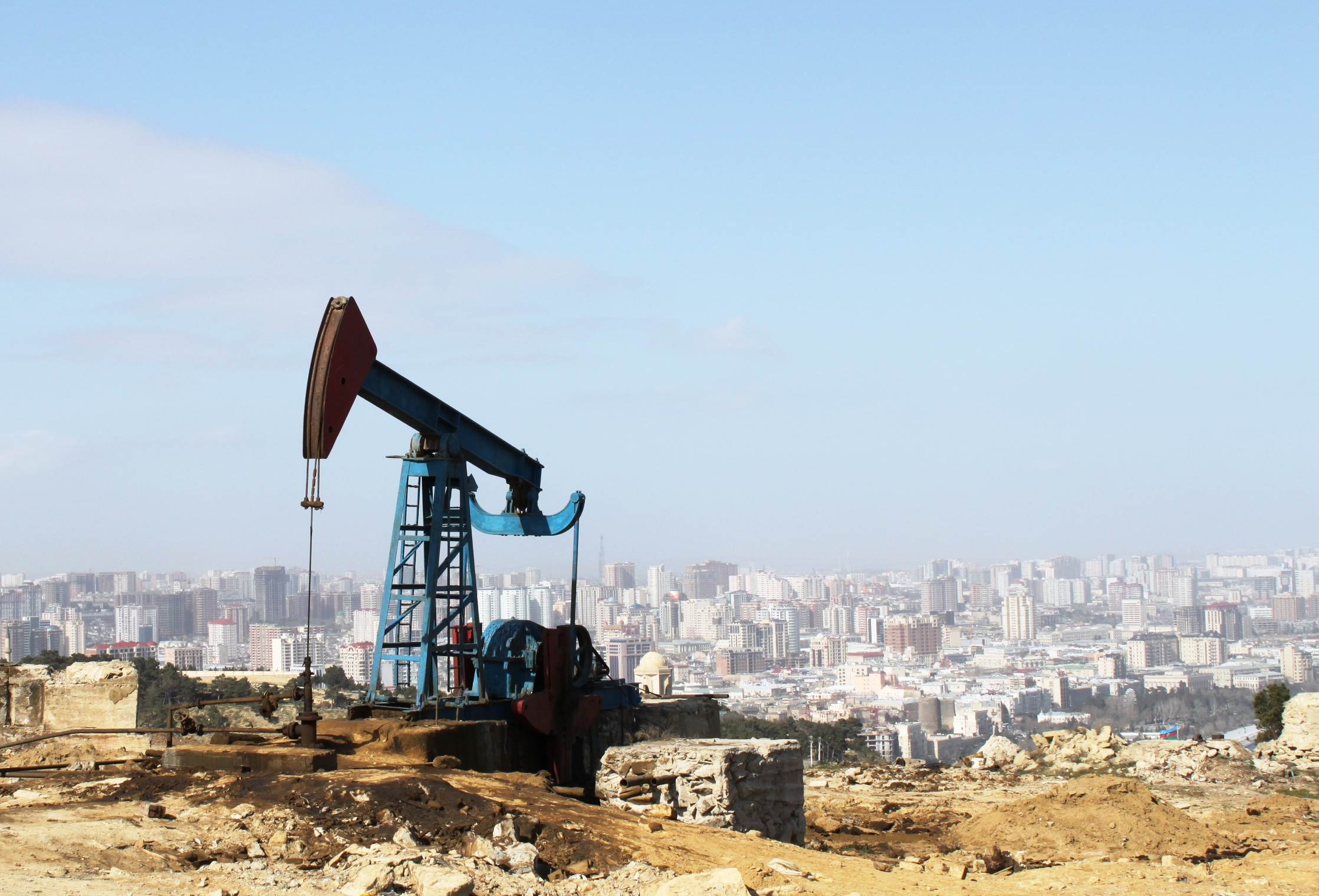
Een pompinstallatie voor de mechanische oliewinning aan de rand van Bakoe

Azerbeidzjan heeft grote natuurlijke olie- en gasvoorraden. Al in de Oudheid was olie een bekend product in Azerbeidzjan. Het werd onder andere gebruikt voor Zoroastrische riten en medische toepassingen. Marco Polo beschreef in 1264 de winning uit de oliebronnen in de omgeving van Bakoe.
De moderne geschiedenis van de oliesector begon in 1821 toen de Russen licenties uitgaven voor het winnen van olie. De olie lag – letterlijk – voor het opscheppen en licentiehouders kregen het recht om voor vier jaar olie te winnen. Door de korte termijn van de licentie was er nauwelijks animo om te investeren en de olieproductie bleef bescheiden. Vanaf 1873 werden de rechten geveild en de kopers kregen voor langere tijd de zekerheid dat hun investeringen zich zouden terugbetalen. In de jaren 1870-1872 werd gemiddeld 30.000 ton olie per jaar geproduceerd, maar in 1883 werd de grens van 1 miljoen ton gepasseerd.
In maart 1873 kwam Robert Nobel naar de regio en zag de potentie van de oliewinning. Met zijn broer Ludvig werd Branobel opgericht. Ludvig was een bekwaam ingenieur en hij introduceerde nieuwe winningstechnieken, betere raffinaderijen, de eerste pijplijn en de eerste olietanker. De Zoroaster voer tussen Bakoe en Astrachan over de Kaspische Zee en verlaagde de transportkosten van de olie naar de grote afzetmarkten in het noorden van Rusland aanzienlijk. In 1887 raakte de bankiersfamilie Rothschild ook betrokken bij de oliewinning in de regio. Zij kochten de oliemaatschappij Bnito en met hun kapitaal maakte deze een krachtige groei door. De belangrijkste bijdrage was de financiering van de spoorlijn tussen Bakoe en Batoemi aan de Zwarte Zee kust. Batoemi werd een belangrijke exporthaven van olie uit Azerbeidzjan. In 1895 werd er 7 miljoen ton olie geproduceerd in Azerbeidzjan, bijna net zoveel als in de gehele Verenigde Staten, waarvan 1 miljoen ton werd geëxporteerd.
In 1901 bereikte de olieproductie een piek van 11 miljoen ton en was daarmee de grootste olieproducent ter wereld. In de twee daaropvolgende decennia stabiliseerde de oliewinning op een iets lager niveau door velden die uitgeput raakten, de bescheiden inzet van nieuwe boortechnieken en politiek onzekerheid uitmondend in de Eerste Wereldoorlog. In 1911 had Koninklijke Olie de Russische oliebelangen van de Rothschilds overgenomen. Lang konden zij hier niet van profiteren, in april 1920 trokken de bolsjewieken Bakoe binnen en nationaliseerden de hele olie-industrie. Standard Oil kocht de helft van Branobel voor US$ 6,5 miljoen een paar maanden later, maar dit geld ging verloren toen de bolsjewieken aan de macht bleven. In de Sovjet-periode nam het relatieve aandeel van Azerbeidzjan in de nationale olieproductie sterk af.
In 1992 werd de State Oil Company of Azerbaijan Republic (SOCAR) (Azərbaycan Respublikası Dövlət Neft Şirkəti) opgericht. Deze had als doel om een extra begrotingsfonds te beheren op het macro-economische niveau, te zorgen voor stabiliteit, transparantie in het beheer van de olie-inkomsten, en het behoud van de hulpbronnen voor toekomstige generaties. In september 1994 werd een 30-jarig contract ondertekend tussen SOCAR en 13 oliemaatschappijen, waaronder Amoco, BP, ExxonMobil, LUKoil en Statoil. De westerse oliemaatschappijen zijn in staat om diepwaterolievelden te exploiteren. Azeriqaz, een dochtermaatschappij van SOCAR, is van plan om tegen 2021 de ontwikkeling van de aardgasindustrie van het land te hebben afgerond. De meeste olie wordt tegenwoordig gewonnen in de Kaspische Zee.
Hoewel er grootschalige vervuiling is door lekkende bronnen en pijpleidingen, zijn de olie- en gasvelden van Azerbeidzjan nauwelijks aangetast door de Sovjetexploitatie. Het land wordt beschouwd als een van de belangrijkste plekken in de wereld voor olie-exploitatie en de ontwikkeling ervan. Door Azerbeidzjan lopen meerdere belangrijke olie- en gas pijpleidingen, die worden beschouwd als alternatieve aanvoerleidingen voor Russische energie voor Europa: de Bakoe-Soepsa en Bakoe-Tbilisi-Ceyhan- oliepijpleidingen, en de Zuid-Kaukasus gaspijp die in Turkije aansluit op de trans-Anatolische pijplijn.
Het land is ook rijk aan andere grondstoffen, zoals: goud, zilver, ijzer, koper, titanium, chroom, mangaan, kobalt, molybdeen, gemengd erts en antimoon.

## Banksector
De Centrale Bank van Azerbeidzjan werd in 1992 opgericht op basis van de Azerbeidzjaanse staatsspaarbank, een filiaal van de voormalige openbare spaarbank van de Sovjet-Unie. De centrale bank geeft de nationale munt uit, de Azerbeidzjaanse manat (= AZN), regelt de wisselkoers en controleert de commerciële banken. Twee grote commerciële banken zijn de staatsbedrijven Internationale Bank van Azerbeidzjan en de Unibank.
Op 1 april 2010 waren er 47 instellingen en 631 bankkantoren in Azerbeidzjan. Een van de banken werd opgericht met deelname van het staatskapitaal, 23 banken werden opgericht door buitenlands kapitaal. Op dezelfde datum waren er 98 niet-kredietverlenende instanties actief in de republiek. De groei van het inkomen van de bevolking verbeterde door het vertrouwen in de banken. Eveneens op die dag waren de bankdeposito's van de bevolking gelijk aan 2,4 miljard AZN, waarvan 33,3% met een looptijd van langer dan een jaar. Ook waren de bankdeposito's van corporatieve klanten 2,1 miljard AZN. Het volume van de banken bedroeg toen ongeveer 12 miljard AZN. Het bankkredieten bij de klanten ligt op 8,5 miljard AZN, wat 70,5% van het banktegoed uitmaakt. Het aandeel van de privé-sector in de structuur van de kredietinvesteringen was hoger dan 82% (= 7 miljard AZN).

## Landbouw
Aan het begin van 2007 was er 4.755.100 hectare landbouwareaal. In datzelfde jaar was de totale rijkdom aan houtbronnen gerekend op 136 miljoen m³. De agrarische wetenschappelijke onderzoeksinstituten van Azerbeidzjan zijn voornamelijk gericht op gras- en weilanden, tuinbouw en subtropische gewassen, groene groenten, wijnbouw, het verbouwen van katoengewassen en het gebruik van geneeskrachtige planten. In sommige delen van het land zijn de belangrijkste producten om te oogsten graan, aardappelen, suikerbieten, katoen, tabak, vee, zuivelproducten, wijn en gedistilleerde dranken. De Kaspische visserij-industrie concentreert zich op de slinkende voorraden van steur en beluga. In 2002 had de Azerbeidzjaanse koopvaardij 54 schepen.
Sommige delen van producten die voorheen werden geïmporteerd uit het buitenland worden tegenwoordig lokaal geproduceerd (onder hen zijn Coca-Cola door Coca Cola Bottelaars LTD, bier door Baki-Kastel, parket door Nehir en oliepijpleidingen door EUPEC-Pipe Coating Azerbeidzjan).

## Vervoer
Het land is internationaal verbonden voor goederenvervoer via de Internationale Noord-Zuid Transportcorridor, vanuit Rusland door Azerbeidzjan naar Bandar Abbas (Iran) en dan over zee naar Mumbai (India).

## Toerisme

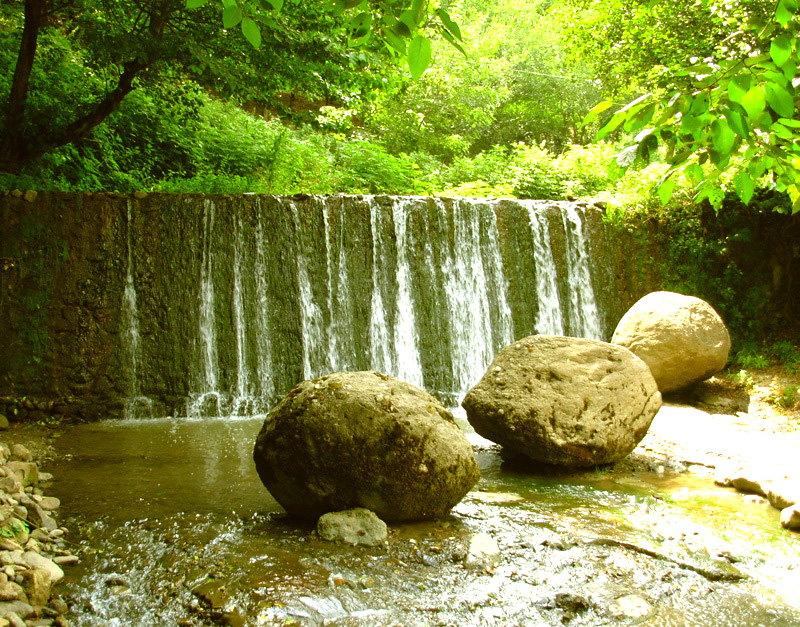
Waterval in Lerik

Het toerisme vormt een potentieel onderdeel van de economie van Azerbeidzjan. Het land heeft een overvloed aan natuurlijke en culturele attracties. Azerbeidzjan was een toeristische trekpleister in de jaren 80, maar wegens de oorlog in Nagorno-Karabach, die in de jaren 90 uitbrak, liep de toeristische sector er kreupel en werd het imago van Azerbeidzjan als toeristische bestemming zwaar beschadigd.
Pas in het begin van de 21e eeuw begon de toeristische industrie zich langzaamaan te herstellen. Sindsdien heeft het land een hoge mate van groei in het aantal toeristische bezoeken ervaren. In de afgelopen jaren staat Azerbeidzjan ook bekend om haar religieuze, spa en gezondheidszorg toerisme.
De regering heeft er een topprioriteit van gemaakt om Azerbeidzjan tot een elitaire toeristische bestemming te ontwikkelen. De nationale strategie bestaat erin om de toerismesector tot een belangrijke sector te maken van de Azerbeidzjaanse economie. Het Ministerie van Cultuur en Toerisme is verantwoordelijk voor de uitvoering van dit plan.
De belangrijkste toeristische attracties zijn de boulevard en oude stad van Bakoe, het Paleis van de Khan in Şəki, de vuurtempels op het schiereiland Abserion, het Shirvan nationaal park en de groene bergen in het noorden van het land. De meeste toeristen komen uit Rusland, Turkije, Iran en India. Azerbaijan Airlines vliegt vanuit Bakoe op 17 buitenlandse bestemmingen.